# Синт Агата - Берхем
Синт Агата – Берхем (на нидерландски: Sint-Agatha-Berchem; на френски: Berchem-Sainte-Agathe) е селище в Централна Белгия, една от 19-те общини на Столичен регион Брюксел. Населението му е около 20 100 души (2006).

## Известни личности
Родени в Синт Агата – Берхем
- Жан-Клод Ван Дам (р. 1960), актьор